# Novo Brdo (Kosovo)
Novo Brdo (alb. Artana, u vrijeme SFRJ Novobërda) je općina u istočnom središnjem dijelu Kosova.

## Stanovništvo
| Nacionalni sastav, uključujući i unutarkosovske izbjeglice |         |      |      |      |        |     |        |
| Godina/populacija | Albanci | %    | Srbi | %    | Ostali | %   | Ukupno |
| 1991. | 5802    | 67,8 | 2676 | 31,3 | 75     | 0,9 | 8553   |
| 1998. | 2158    | 43,9 | 2680 | 54,4 | 86     | 1,7 | 4924   |
| 2003. | 2300    | 61,3 | 1400 | 37,3 | 51     | 0,1 | 3751   |
| 2011. | 3524    | 52,4 | 3122 | 46,4 | 83     | 1,2 | 6729   |
| Izvor: Popis iz 1991, prema institutu za statistiku SR Jugoslavije; Podatci za 1998. i 2003.: Popis kosovskih sela, GIS Unit, UNHCR-ov ured u Prištini, UNMIK Gnjilane, kolovoz 2003. (neslužbeno); Podaci za 2011.: Stanovništvo prema etničkoj/kulturnoj pripadnosti, spolu i općini 2011, Agencija za statistiku Kosova. Napomena: Popis iz 1991. se smatra nepouzdanim zbog upliva politike. Ref.:OSCE Arhivirana inačica izvorne stranice od 18. travnja 2007. (Wayback Machine) |         |      |      |      |        |     |        |